# Lepkościomierz Pinkiewicza

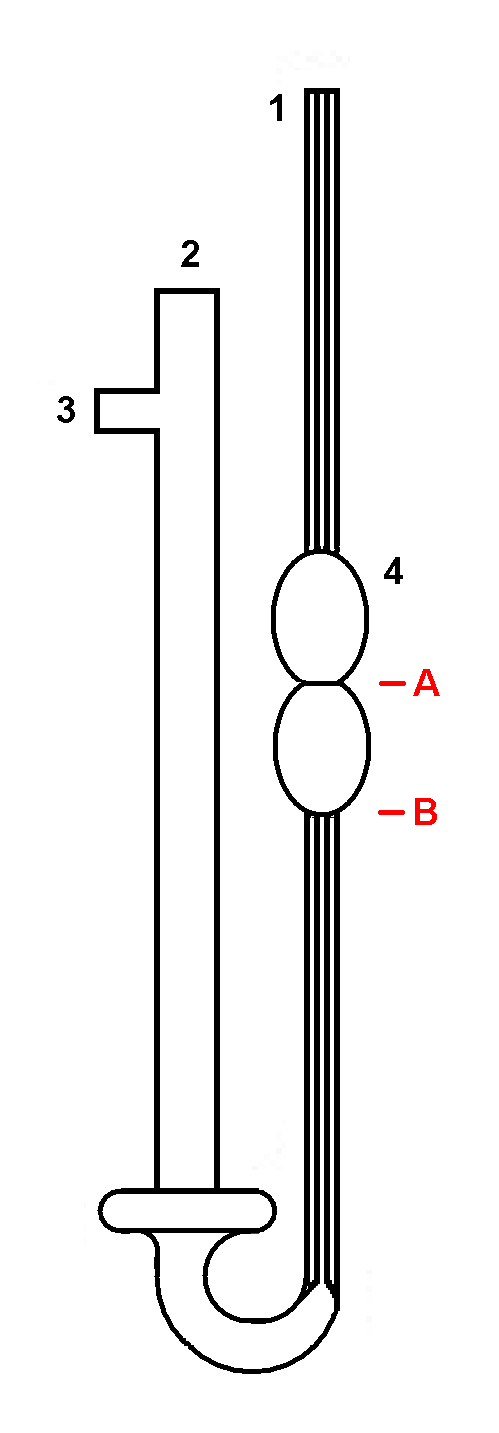
Lepkościomierz Pinkiewicza

Lepkościomierz Pinkiewicza, wiskozymetr Pinkiewicza (zwany też lepkościomierzem Ostwalda-Pinkiewicza) – rodzaj wiskozymetru kapilarnego, w którym podstawą pomiaru lepkości kinematycznej jest czas przepływu płynu przez kalibrowaną kapilarę w ściśle określonych warunkach pomiarowych. Wymiar kapilary (a tym samym stałą kapilary) należy tak dobrać, aby czas pomiaru nie był ani zbyt długi ani zbyt krótki.
Lepkościomierz jest zbudowany z dwóch rurek, połączonych ze sobą. Lewa, szeroka rurka (2) jest poszerzona w dolnej części, a w górnej ma dodatkową rurkę boczną (3). Prawa rurka (1) składa się z dwóch połączonych zbiorniczków (4) osadzonych w środkowej części kapilary.
Na początku pomiaru na rurkę (3) nakłada się wąż gumowy, rurkę (2) zatyka palcem i ustawia przyrząd tak, aby za pomocą gumowej gruszki możliwe było zassanie cieczy, np. oleju przez rurkę (1) aż do poziomu kreski B. Po pionowym ustawieniu lepkościomierza usuwa się nadmiar oleju z rurki (1) i na tę rurkę nakłada wąż gumowy. Za jego pomocą zasysa się olej do około 1/3 wysokości zbiorniczka (4). Po zdjęciu wężyka z rurki (1) mierzy się czas przepływu oleju między kreskami A i B. Pomiar lepkości w różnych temperaturach odbywa się po wstawieniu lepkościomierza do termostatu.
Wartość lepkości kinematycznej otrzymuje się z zależności:
{\displaystyle \nu =K\cdot t,}
gdzie:
- {\displaystyle \nu } – lepkość kinematyczna, [mm²/s],
- {\displaystyle K} – stała kapilary, [mm²/s²],
- {\displaystyle t} – średnia arytmetyczna czasów przepływu, [s].

Na podobnej zasadzie działają lepkościomierze Ostwalda i Ubbelohdego.
Służy do pomiaru lepkości olejów smarnych.